# Patsy Adam-Smith
Patricia Jean Adam-Smith, AO, OBE (31 de mayo de 1924 - 20 de septiembre de 2001) fue una autora, historiadora y militar australiana. Fue una escritora prolífica sobre una variedad de temas que abarcan la historia, el folclore y la preservación de las tradiciones nacionales,  y escribió una autobiografía en dos partes. Sus otras obras notables incluyen The Anzacs (1978), Australian Women at War (1984) y Prisoners of War (1992).

## Vida
Nacida fuera del matrimonio, Patricia Jean Smith fue adoptada por trabajadores ferroviarios, su madre era una cuidadora y su padre un pandillero.  Vivió en varias pequeñas ciudades rurales victorianas y se educó en pequeñas escuelas rurales. Se alistó como Destacamento de Ayuda Voluntaria (VAD) de enfermería durante la Segunda Guerra Mundial, sirviendo desde el 17 de marzo de 1943 al 14 de julio de 1944. Más tarde, fue la primera mujer marinera australiana cuando trabajó en un barco mercante australiano de 1954 a 1960 y se formó como operadora de radio. Luego vivió en Hobart, Tasmania, de 1960 a 1967, donde trabajó como Oficial de Educación de Adultos. En 1970, asumió el puesto de Oficial de Campo de Manuscritos para la Biblioteca Estatal de Victoria, cargo que ocupó hasta 1982.
De 1976 a 2001, Adam-Smith fue miembro de la junta directiva de la Royal Humane Society Australasia, y de 1983 a 2001 fue miembro del comité del Museo de Victoria. Su nombramiento como Oficial de la Orden de Australia en 1994 se realizó en reconocimiento a su servicio a la historia comunitaria, particularmente a través de la preservación de las tradiciones y el folclore nacionales y el registro de historias orales.
Si bien su principal estudio y trabajo en historia oral se llevó a cabo en Australia, Irlanda, Inglaterra y Estados Unidos, la investigación de Adam-Smith la llevó a más de 60 países. 

## Carrera literaria
Adam-Smith escribió sobre una amplia gama de temas, pero su interés más profundo fueron los ferrocarriles australianos.  Contribuyó activamente a la comunidad literaria de Australia y en 1973 fue presidenta estatal de Escritores australianos en Victoria y presidenta federal de la Asociación de Escritores Australianos.
En 1978, su libro The Anzacs compartió el premio The Age Book of the Year y se convirtió en una serie de televisión de 13 capítulos.
Su autobiografía se publicó en tres partes: Hear The Train Blow, la premiada Good-bye Girlie y There was a Ship.

## Premios
- 1978: Premio Libro de Edad del Año por Los Anzacs [3]
- 1980: Nombrado Oficial de la Orden del Imperio Británico [4]
- 1993: Premio del Libro de la Orden de la Asociación Australiana para prisioneros de guerra
- 1994: Otorgado el título de Oficial de la Orden de Australia [5]
- 1995: Audiolibro del año, Premio Benalla, por Good-bye Girlie
- 1995: TDK Australian Audio Book Awards, categoría íntegra de no ficción, por Good-bye Girlie